# 平颏海蛇
平颏海蛇（学名：Hydrophis curtus）又名平頦海蛇、棘海蛇、刺海蛇。为眼镜蛇科海蛇屬的爬行动物。。如同大多數海蛇亞科的海蛇一樣，本種為卵胎生、完全海生，並具前位毒牙的眼鏡蛇科蛇類，且屬於劇毒蛇。 它被捕捉作為多種用途，包括人類與動物的食物、藥用用途以及牠們的蛇皮。

## 描述
本種的特徵為腹鱗數量與頭頂鱗碎裂程度變異廣泛。
雌雄皆具有分布於身體上的棘狀鱗片，但雄蛇的棘刺發達程度較高。這種棘刺的兩性異形可能與求偶行為或運動方式有關，例如可減少阻力。

## 分布
本種分布極廣，如同大多數海蛇一樣，侷限於溫暖的熱帶水域。
其分布範圍包括：
- 波斯灣（阿曼、巴林、阿拉伯聯合大公國、伊朗）
- 印度洋（孟加拉、巴基斯坦、斯里蘭卡、印度）
- 南海（北至福建與山東沿岸）
- 台灣海峽
- 印澳群島
- 澳洲北岸（北領地、昆士蘭、西澳）
- 菲律賓（班乃島）
- 太平洋（緬甸、泰國、印尼、中國、日本、新幾內亞）
- 安達曼與尼科巴群島、柬埔寨與新加坡[1]

## 分類
本種最初被視為Hydrophis屬下的兩個物種：Hydrophis curtus與Hydrophis hardwickii。Gritis 與 Voris 於1990年檢視了超過1,400個遍布其地理分布範圍的標本形態變異後，認為最可能是一個單一物種。 依照命名慣例，此物種名稱回歸至1802年由 Shaw 首次描述的名稱。DNA與形態學分析也恢復了其作為單一物種地位。
2014年對其族群的研究發現，在其地理分布範圍內存在明顯的分化與遺傳隔離，支持將本種分為「印度洋族群」與「西太平洋族群」，且在這些族群內極可能存在隱藏種。

## 水動覺感
牠們的頭部前端集中分布著帕西尼氏小體，可能是一種流體受器。 一項測量其大腦對水震動反應的研究發現，平頦海蛇對低振幅（100–150 Hz）的水流運動非常敏感。 感知水流運動對於尋找獵物、掠食者或潛在配偶極為有用，這點也在其他水生動物身上有所證實（例如魚類的側線、港海豹的鬍鬚）。